# 다퉁 시의 역사
다퉁 시의 역사(大同市 - 歷史)는 다퉁시일대의 역사를 말한다.

## 진이전
북적의 일파인 누번이 차지하고 있었으나 조나라 무령왕이 누번, 임호를 토벌한 이후 안문군을 설치하면서 조나라땅이 되었다. 기원전 234년경 진나라가 조나라를 격파하고 안문군을 점령했다. 확인된 속현중 다퉁 시에 있던 속현은 다음과 같다.
| 현명   | 한자   | 대략적 위치            | 비고                                                            |
| ------ | ------ | ---------------------- | --------------------------------------------------------------- |
| 평성현 | 平城縣 | 다퉁시 북동 진평성고성 | 진나라 봉니 '평성승인'(平城丞印)                                |
| 곽현   | 崞縣   | 다퉁 시 훈위안현 서    | 전국시대 조나라 머리가 평평하고 발이 뾰족한 포폐에 '곽'(椁)     |
| 번치현 | 繁畤縣 | 다퉁 시 훈위안 현 남서 | 전국시대 조나라 머리가 평평하고 발이 뾰족한 포폐에 '번시'(繁寺) |

## 한
초한전쟁시기 항우의 십팔제후왕중 한명인 조헐의 대나라에 속했다. 한나라시기 다퉁 시는 안문군과 대군중간에 있었다. 현재 다퉁 시의 전신이 되는 평성현은 안문군에 속했으며 전한시기 안문군 동부도위가 본현에 있었다.
후한말 대륙이 혼란에 빠지자 이를 노린 선비족들이 다퉁 지역을 점령하면서 사실상 분지로 고립되어있었던 링추현과 대군과 가까웠던 광링현을 제외한 대부분의 현들이 남쪽 신저우시일대로 교치되었다.

## 위진, 탁발선비
유곤과 동맹을 맺은 탁발선비의 추장 탁발의로는 자신의 도움을 받은 유곤이 안문산이북의 5개현을 할양했을 때, 다퉁 시의 전신인 평성현또한 탁발선비에게 할양되었다. 탁발선비가 세운 대나라의 수도가 되었으며 북위 효문제가 낙양으로 천도하기전까지 탁발부의 중심지가 되었다. 다퉁 시 지역에는 항주(恒州)가 설치되었다.

## 수당
수나라때 다퉁 시는 안문군에 소속된 링추 현과 양가오현을 제외하면 전지역이 마읍군에 소속되었고 당나라때는 다퉁 시일대가 운주(云州)로 분리되었다.

## 요
938년(요 태종 회동 원년), 후진의 석경당이 자신에게 군사적 지원을 해준 요나라에게 연운십육주를 할양하면서 요나라의 관할이 되었다. 요나라는 북위대 평성고궁의 옛 성터일부에 성을 쌓고 이를 대동부(大同府)로 칭하게 되었으며 요나라의 서경이 되어 서경도의 중심지가 되었다. 1062년(요 도종 청녕 8년) 화엄사를 세우고 역대 제왕들의 석상과 동상을 모셨다. 본부는 직할 7현과 2개의 속주를 두었다.
| 현명/주명 | 한자   | 군명   | 한자   | 대략적 위치                                 | 비고 |
| --------- | ------ | ------ | ------ | ------------------------------------------- | --- |
| 대동현    | 大同縣 | 大同縣 | 大同縣 | 산시 성 다퉁 시                             | 대동천이 있던 땅이다. 서하가 자주 변경을 침략하여 1048년(중희 17년)에 운중현(雲中縣)에서 분리 신설했다. 10,000호가 살았다. |
| 운중현    | 雲中縣 | 雲中縣 | 雲中縣 |                                             | 10,000호가 살았다. |
| 천성현    | 天城縣 | 天城縣 | 天城縣 | 다퉁 시 톈전현                              | 가장 먼곳에 있는 새(塞)의 땅이었다. 도무제가 이곳에 광목현(廣牧縣)을 신설했다. 622년에 당나라가 정양현(定襄縣)을 설치했다. 요나라가 운중현에서 분리하여 신설했다. 서경 북쪽 180리 거리에 있다. 5,000호가 살았다. |
| 장청현    | 長靑縣 | 長靑縣 | 長靑縣 | 다퉁 시 양가오현 동남                       | 본래 백등대(白登臺)의 땅으로 백등산 포위전이 발발한 곳이었다. 요나라가 처음으로 이곳에 현을 설치했다. 청피(靑陂)가 있다. 서경에서 북쪽으로 110리 거리에 있었다. 4,000호가 살았다. |
| 봉의현    | 奉義縣 | 奉義縣 | 奉義縣 | 다퉁 시 다퉁고성 동쪽                       | 한나라 도림현이 있던 곳이다. 후당 이극용이 야율아보기를 맞이한 곳이었다. 요나라가 운중현에서 분리 신설했다. 3,000호가 살았다. |
| 회인현    | 懷仁縣 | 懷仁縣 | 懷仁縣 | 숴저우시 화이런 현                          | 한나라 사남현(沙南縣)이 있던 곳이다. 북위대에 반란이 일어나 현을 폐지했다. 582년(개황 2년) 운내(雲內)로 옮겨 복구했다. 606년(대업 2년) 대리현(大利縣)을 설치하고 운주를 폐지하고 정양군(定襄郡)으로 바꿨다. 수나라 말에 돌궐이 점령했다. 오대 십국 시대에 이극용이 혁련탁(赫連鐸)에게 패하자 이곳에 주둔했다. 요나라가 지금의 이름으로 바꿨다. 서경 남쪽 60리 거리에 있었다. 3,000호가 살았다.                                                |
| 회안현    | 懷安縣 | 懷安縣 | 懷安縣 |                                             | 한나라 이여현(夷輿縣)이 있던 곳이다. 북위부터 수나라까지 돌궐이 차지했다. 당나라가 일릭 카간을 굴복시킨 뒤에 현을 폐지하고 회황진(懷荒鎭)으로 칭했다. 안사의 난이 진압된이후 고훈이 이 현에서 귀화주 문덕현을 설치할 것을 건의했다. 처음에 봉성주에 속했으나, 후에 본부로 들어왔다. 3,000호가 살았다. |
| 홍주      | 弘州   | 박녕군 | 博寧軍 | 장자커우 시 양위안 현                       | 하급주로 자사가 주의 민정을 맡았다. 동위 정제(靜帝)가 북영구현(北靈丘縣)을 설치했으나 돌궐의 공격으로 이를 상실했다. 개원 시기에 횡야군(橫野軍) 안변현(安邊縣)을 설치했다. 천보 시기에 반란으로 인해 폐지되었고 양음촌(襄陰村)을 두었다. 통화 시기에 환주가 송나라 장군 반미에게 격파당하자 이를 폐하고 홍주를 설치했다. 처음엔 영녕군(永寧軍)으로 칭했다. 상건하(桑乾河), 백도천(白道泉), 백등산(白登山), 화정(火井)이 있었다. 2현을 두었다. |
| 영녕현    | 永寧縣 | 永寧縣 | 永寧縣 | 장자커우 시 양위안 현                       | 주의 치소가 있던 현으로 10,000호가 살았다. |
| 순성현    | 順聖縣 | 順聖縣 | 順聖縣 | 양위안 현 동                                | 본래 위나라 안새군(安塞軍)이었으나 당나라 멸망 이후 전쟁으로 폐지했다. 고훈이 유주를 진압하고 경종(景宗)에게 영흥현(永興縣)을 설치했다. 처음엔 봉성주에 속했다. 홍주 서북쪽 280리 거리에 있었다. 3,000호가 살았다. |
| 덕주      | 德州   | 德州   | 德州   | 울란차브 시 량청 현 동북 맥호도진(麦胡图镇) | 하급주로 자사가 주의 민정을 맡았다. 당나라가 회창 시기에 서덕점(西德店)에 덕주를 설치했다. 1019년(개태 8년) 중국인 호구로 복치했다. 보락천(步落泉), 금하산(金河山), 야호령(野狐嶺), 백도판(白道阪)이 있었다. |
| 선덕현    | 宣德縣 | 宣德縣 | 宣德縣 | 울란차브 시 량청 현 동북 맥호도진(麦胡图镇) | 한나라 동과현(桐過縣)이 있었다. 한나라 말에 폐한 뒤에 북제가 자아진(紫阿鎮)을 설치했다. 당나라 회창 시기에 현이 설치되었다. 3,000호가 살았다. |

## 금
1141년(금 희종 황통 원년), 연경로가 상서성에 속하면서 서경의 산뒤쪽의 부족들이 원사부(元師府)에 속하게 되었다. 1150년(해릉양왕 천덕 2년), 기존에 설치된 병마도부서사(兵馬都部署司)대신 서경로도총관부(都總管府)와 서경유수사(西京留守司), 전운사(轉運司)와 중도서경로제형사(中都西京路提刑司)가 설치되었다. 마노로 만들어진 환자와 염주를 공납으로 바쳤고 흰 낙타, 안식향, 송명(松明), 송지(松脂), 깽깽이풀뿌리, 백약전, 개자전(芥子煎), 소금, 노염(撈鹽), 공작석, 녹반, 철광석, 감초, 구기자, 연옥사(碾玉砂), 지심(地蕈)이 생산되었다. 98,444호 7현 3진을 거느렸다.
| 현명   | 한자   | 대략적 위치                                 | 비고 |
| ------ | ------ | ------------------------------------------- | --- |
| 대동의 | 大同倚 | 산시 성 다퉁 시                             | 우피관(牛皮關), 무주산(武周山), 방산(方山), 해망산(奚望山), 성락성(盛樂城), 어하(ㄷ禦河), 두계태(鬥雞台), 평성외곽의 암염장, 여혼수(如渾水), 상건하, 흘진산(紇真山)이 있다. 봉의현이 진으로 격하되어 본의에 속했다. |
| 운중현 | 雲中縣 |                                             | |
| 선녕현 | 宣寧縣 | 울란차브 시 량청 현 동북 맥호도진(麦胡图镇) | 1168년(금 세종 대정 8년), 선덕현에서 지금의 이름으로 개명했다. 관산(官山), 미타산(彌陀山), 석록산(石綠山)이 있고 연옥사(碾玉砂)가 생산된다. 굴용성진(窟龍城鎭)이 있다.                                              |
| 회안현 | 懷安縣 |                                             | |
| 천성현 | 天成縣 | 다퉁 시 톈전현                              | |
| 백등현 | 白登縣 | 다퉁 시 양가오현 동남                       | 1167년(금 세종 대정 7년) 장청현에서 개명되었다. 백등대와 채략산(采掠山)이 있다. |
| 회인현 | 懷仁縣 | 숴저우시 화이런 현                          | 1214년(금 선종 정우 2년) 5월 운주로 승격되었다. 황화령(黃花嶺), 금병산(錦屛山), 청량산(淸涼山), 금룡산(金龍山), 조기성(早起城), 일중성(日中城), 안칠탄진(安七疃鎭)이 있다.                                          |

1. ↑  《요사》 권41 지리지 5 서경도 대동부, 홍주, 덕주
2. ↑  《금사》 권24 지리지 上 서경로 대동부